# Mina Tanaka
Mina Tanaka (田中 美南, 28 de abril de 1994) és una futbolista japonesa.

## Selecció del Japó
Va debutar amb la selecció del Japó el 2013. Va disputar 35 partits amb la selecció del Japó.

## Estadístiques
| Selecció del Japó | Selecció del Japó | Selecció del Japó |
| Anys              | Partits           | Gols              |
| ----------------- | ----------------- | ----------------- |
| 2013              | 4                 | 1                 |
| 2014              | 0                 | 0                 |
| 2015              | 2                 | 0                 |
| 2016              | 0                 | 0                 |
| 2017              | 14                | 5                 |
| 2018              | 15                | 8                 |
| Total             | 35                | 14                |